# Nabari, Mie
Nabari (japanska: 名張市?, Nabari-shi) är en stad i Mie prefektur i Japan. Staden fick stadsrättigheter 1954.